# Hôpital Notre-Dame (Seclin)
Pour les articles homonymes, voir Hôpital Notre-Dame.
L’hôpital Notre-Dame est un ancien hôpital fondé en 1246 à Seclin par Marguerite de Constantinople, comtesse de Flandre, pour accueillir les pèlerins et les pauvres. Il a été classé monument historique en juin 1932.

## Histoire

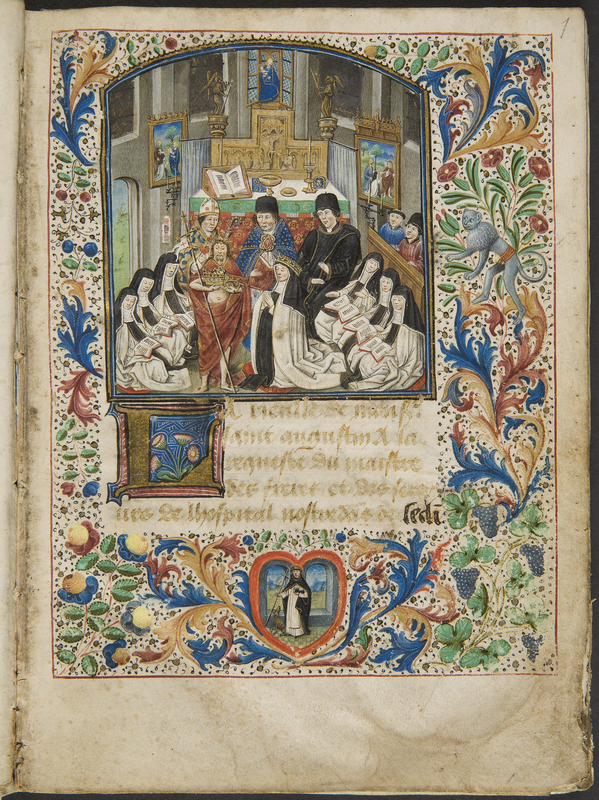
Règle de saint Augustin et constitutions de l'hôpital Notre-Dame de Seclin, miniature du Maître de la Toison d'or de Vienne et de Copenhague, vers 1470-1480.

En 1246, Marguerite de Constantinople donne un manse seigneurial avec les terres et les prés adjacents pour y fonder un hôpital. Dans les années qui suivent, une communauté de sœurs augustines s’installe dans la fondation. L’établissement, constitué autour d'une ferme, est alors de dimension très modeste, mais le domaine comprend aussi 300 hectares de terres et de bois.
Après plus de sept siècles de présence dans l'hôpital, les dernières sœurs l'ont quitté en avril 2013.

## Description
Bien que les bâtiments qui demeurent aient été édifiés entre le XIVe et le début du XXe siècle, l'hôpital présente une remarquable unité architecturale de style Renaissance hispano-flamande.

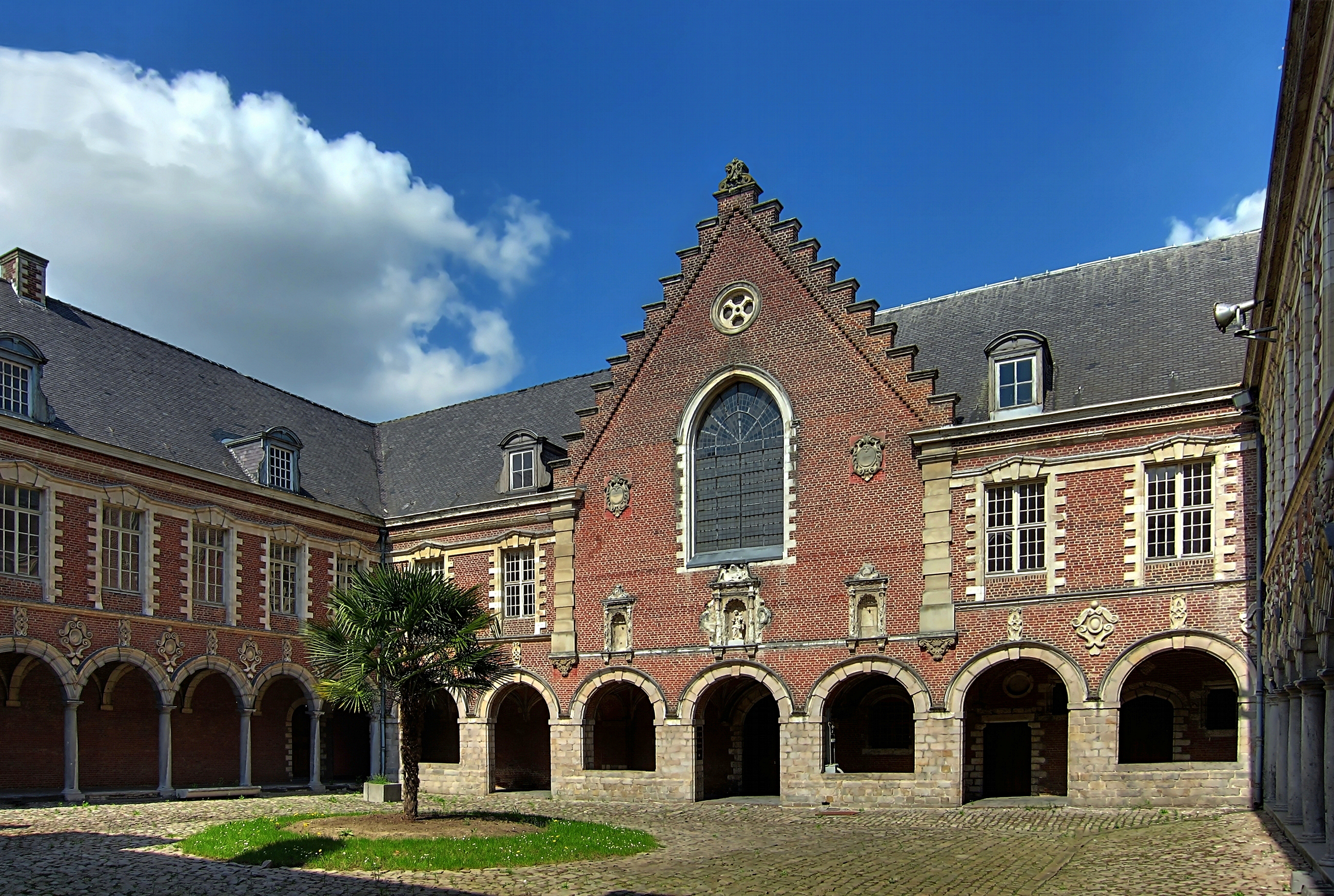
La cour carrée et l'entrée de la salle des malades

L'aile nord comprend les parties les plus anciennes de l'hôpital : le chœur, reconstruit entre 1340 et 1360, la chapelle, construite en 1533, la salle des malades, édifiée au XVe siècle, reconstruite et agrandie au XVIIe siècle, la sacristie, ajoutée au XVIIIe siècle. On y accède par une cour carrée aménagée au cours du XVIIe siècle : le côté nord en 1635, le côté est en 1667, le côté ouest en 1694 et le côté sud en 1701. Les ailes est et ouest sont constituées de bâtiments érigés avant l'aménagement de la cour, du XVIe siècle au XVIIe siècle. L'aile sud est constituée de bâtiments plus récents, construits entre 1701 et le début du XXe siècle.
La façade elle-même témoigne de cette chronologie : l'aile droite est de 1635, le pavillon central, dit Pavillon de l'horloge, date de 1856 et l'aile gauche a été construite entre 1855 et 1860, puis en 1910 pour l'extrémité.
L'entrée de l'hôpital est précédée d'une drève bordée de tilleuls, de 375 mètres de long, dessinée par l'architecte Achille Dewarlez en 1850. Elle est suivie d'un jardin à la française auquel on accède par une grille encadrée de deux pavillons, construits par l'architecte Charles Marteau en 1858. Le centre du jardin est occupé par une statue de Marguerite de Flandre, sculptée par Gustave Crauk en 1880.
À droite du jardin, se trouve la ferme, qui comprend une bergerie et des ateliers du XVIIe siècle réunis par un porche surmonté d'un pigeonnier du XVIIIe siècle.